# Aeollanthus foutadjalonense
Aeolanthus foutadjalonense là một loài thực vật có hoa trong họ Hoa môi. Loài này được (De Wild.) De Wild. mô tả khoa học đầu tiên năm 1928.